# جان (فیلم)
جان (به هندی: Jaan) فیلمی محصول سال ۱۹۹۶ و به کارگردانی راج کانوار است. در این فیلم بازیگرانی همچون اجی دیوگن، توینکله خانا، آمریش پوری، شاکتی کاپور، سورش اوبروی، جانی لور ایفای نقش کرده‌اند.